# Teodor Czipew
Teodor Antonow Czipew (bułg. Теодор Антонов Чипев, ur. 18 marca 1940 w Sofii) – bułgarski prawnik i polityk, były minister sprawiedliwości Bułgarii i sędzia Sądu Unii Europejskiej, również szachista.

## Życiorys
Ukończył studia prawnicze na Uniwersytecie w Sofii w 1961. W 1977 uzyskał stopień doktora nauk prawnych. Był adwokatem (1963-1964), radcą prawnym w państwowym przedsiębiorstwie transportu międzynarodowego (1964-1973) i pracownikiem naukowym Bułgarskiej Akademii Nauk (1974-1988). Od 1988 do 1991 wykładał postępowanie cywilne na Uniwersytecie Sofijskim.
W latach 1991–1994 był sędzią bułgarskiego Trybunału Konstytucyjnego. Od października 1994 do stycznia 1995 sprawował urząd ministra sprawiedliwości w rządzie Renety Indżowej. W latach 1995–2006 był profesorem na Nowym Uniwersytecie Bułgarskim w Sofii, a w latach 2001-2006 również na Uniwersytecie Płowdiwskim. Był także starszym partnerem kancelarii Georgiew, Todorow & Ko.
Po wejściu Bułgarii do Unii Europejskiej w 2007 został sędzią Sądu Unii Europejskiej, którą to funkcję pełnił do 2010. Zrezygnował z powodów zdrowotnych.
W latach 60. był aktywnym szachistą. W 1960 wystąpił w Sofii w finale indywidualnych mistrzostw Bułgarii, zajmując XVII miejsce. Wziął udział w olimpiadzie szachowej w 1962 w drugiej drużynie Bułgarii. Pomiędzy 1961 a 1964 czterokrotnie reprezentował Bułgarię na drużynowych mistrzostwach świata studentów, w 1963 zdobywając w Budvie brązowy medal. Według retrospektywnego systemu Chessmetrics, najwyżej sklasyfikowany był w styczniu 1963, zajmował wówczas 412. miejsce na świecie.